# Mesnil-Verclives
Mesnil-Verclives é uma comuna francesa na região administrativa da Normandia, no departamento de Eure. Estende-se por uma área de 10,15 km². Em 2010 a comuna tinha 332 habitantes (densidade: 32,7 hab./km²).